# Christina Jones
Christina Noelle Jones (Missoula, 17 de septiembre de 1987) es una deportista estadounidense que compitió en natación sincronizada. Ganó dos medallas en el Campeonato Mundial de Natación, bronce en 2007 y oro en 2015.

## Palmarés internacional
| Campeonato Mundial | Campeonato Mundial    | Campeonato Mundial | Campeonato Mundial |
| Año                | Lugar                 | Medalla            | Prueba             |
| ------------------ | --------------------- | ------------------ | ------------------ |
| 2007               | Melbourne (Australia) | Medalla de bronce  | Combinación libre  |
| 2015               | Kazán (Rusia)         | Medalla de oro     | Dúo técnico mixto  |